# Lista de estádios sul-americanos por capacidade
Lista dos maiores estádios da América do Sul é uma relação de estádios de futebol do continente, para esta listagem, utilizaremos a capacidade liberada para os jogos, pois nem todos os estádios tem disponível a capacidade oficial reconhecida com uma medição oficial. Foram elencados todos os estádios aptos a receber finais da Copa Libertadores da América, pois a Conmebol definiu o limite mínimo de capacidade em 40 000 lugares. O limite para a primeira fase e a fase de grupos a capacidade mínima é de 10 000 lugares, e das oitavas de final até as semifinais é de 20 000 lugares.
Ver também outros estádios:
- Lista dos maiores estádios de futebol do mundo

## Lista dos Maiores Estádios da América do Sul
| #  | Estádio                                | Capacidade | País      | Cidade              | Clube                                               | Abertura |
| -- | -------------------------------------- | ---------- | --------- | ------------------- | --------------------------------------------------- | -------- |
| 1  | Monumental de Núñez                    | 83 214     | Argentina | Buenos Aires        | River Plate, Seleção Argentina de Futebol           | 1938     |
| 2  | Monumental de la U                     | 80 093     | Peru      | Lima                | Universitario de deportes                           | 2000     |
| 3  | Maracanã                               | 78 838     | Brasil    | Rio de Janeiro      | Flamengo, Fluminense, Seleção Brasileira de Futebol | 1950     |
| 4  | Mané Garrincha                         | 72 788     | Brasil    | Brasília            | Seleção Brasileira de Futebol                       | 1974     |
| 5  | Morumbi                                | 66 795     | Brasil    | São Paulo           | São Paulo FC                                        | 1960     |
| 6  | Castelão                               | 63 000     | Brasil    | Fortaleza           | Ceará, Fortaleza                                    | 1973     |
| 7  | Mineirão                               | 61 846     | Brasil    | Belo Horizonte      | Cruzeiro                                            | 1965     |
| 8  | Arena do Grêmio                        | 60 540     | Brasil    | Porto Alegre        | Grêmio FBPA                                         | 2012     |
| 9  | Monumental de la UNSA                  | 60 370     | Peru      | Arequipa            | Melgar                                              | 1995     |
| 10 | Centenario                             | 60 235     | Uruguai   | Montevidéu          | Seleção Uruguaia de Futebol, Nacional, Peñarol      | 1930     |
| 11 | Arruda                                 | 60 044     | Brasil    | Recife              | Santa Cruz                                          | 1972     |
| 12 | Estádio Nacional do Peru               | 60 000     | Peru      | Lima                | Seleção Peruana                                     | 1972     |
| 12 | Estádio Metropolitano Roberto Melendéz | 60 000     | Colômbia  | Barranquilla        | Atlético Júnior e Seleção colombiana                |          |
| 14 | Estadio Monumental Isidro Romero Carbo | 57 267     | Equador   | Guayaquil           | Barcelona Sporting Club                             | 1987     |
| 15 | Estadio La Bombonera                   | 57 000     | Argentina | Buenos Aires        | Boca Juniors                                        | 1940     |
| 15 | Estadio Mario Alberto Kempes           | 57 000     | Argentina | Córdoba             | Talleres, Belgrano, Instituto, Club Atlético Racing | 1978     |
| 16 | Municipal João Havelange               | 53 350     | Brasil    | Uberlândia          | Uberlândia                                          | 1982     |
| 17 | Ciudad de La Plata                     | 53 000     | Argentina | Buenos Aires        | Estudiantes, Gimnasia y Esgrima                     | 2003     |
| 18 | Atanasio Girardot                      | 52 872     | Colômbia  | Medellín            | Atlético Nacional, Independiente Medellín           | 1953     |
| 19 | Albertão                               | 52 296     | Brasil    | Teresina            | EC Flamengo                                         | 1951     |
| 20 | Deportivo Cali                         | 52 000     | Colômbia  | Cali                | Deportivo Cali                                      | 2010     |
| 21 | Monumental de Maturín                  | 51 796     | Venezuela | Maturín             | Monagas                                             | 2007     |
| 22 | Presidente Juan Domingo Perón          | 51 389     | Argentina | Buenos Aires        | Racing                                              | 1950     |
| 23 | Beira-Rio                              | 50 842     | Brasil    | Porto Alegre        | SC Internacional                                    | 1969     |
| 24 | Serra Dourada                          | 50 049     | Brasil    | Goiânia             | Atlético Goianiense, Goiás, Vila Nova               | 1975     |
| 25 | Fonte Nova                             | 50 025     | Brasil    | Salvador            | Bahia, Vitória                                      | 1951     |
| 26 | Libertadores de América                | 49 592     | Argentina | Buenos Aires        | Independiente                                       | 1928     |
| 27 | José Amalfitani                        | 49 540     | Argentina | Buenos Aires        | Vélez Sársfield                                     | 1951     |
| 28 | Neo Química Arena                      | 49 205     | Brasil    | São Paulo           | SC Corinthians                                      | 2014     |
| 29 | Nacional de Chile                      | 48 665     | Chile     | Santiago            | Universidad de Chile, Seleção Chilena de Futebol    | 1938     |
| 30 | Tomás Adolfo Ducó                      | 48 314     | Argentina | Buenos Aires        | Huracán                                             | 1949     |
| 31 | Pedro Bidegain                         | 47 964     | Argentina | Buenos Aires        | San Lorenzo                                         | 1993     |
| 32 | Metropolitano de Lara                  | 47 913     | Venezuela | Cabudare            | Deportivo Lara                                      | 2009     |
| 33 | Ciudad de Lanús                        | 47 027     | Argentina | Lanús               | Lanús                                               | 1929     |
| 34 | Monumental de Chile                    | 47 017     | Chile     | Santiago            | Colo-Colo                                           | 1975     |
| 35 | Engenhão                               | 46 831     | Brasil    | Rio de Janeiro      | Botafogo                                            | 2007     |
| 36 | Olímpico Pascual Guerrero              | 46 400     | Colômbia  | Cali                | América de Cali                                     | 1937     |
| 37 | Arena Pernambuco                       | 46 154     | Brasil    | Recife              | Náutico Recife                                      | 2013     |
| 39 | Arena MRV                              | 46 000     | Brasil    | Belo Horizonte      | Atlético Mineiro                                    | 2023     |
| 40 | Estadio Paulo Constantino              | 45 954     | Brasil    | Presidente Prudente | Grêmio Barueri                                      | 1982     |
| 41 | Mangueirão                             | 45 007     | Brasil    | Belém               | Paysandu, Remo                                      | 1978     |
| 42 | General Pablo Rojas                    | 45 000     | Paraguai  | Assunção            | Cerro Porteño                                       | 1970     |
| 43 | Arena da Amazônia                      | 44 351     | Brasil    | Manaus              | Nacional Futebol Clube,                             | 2014     |
| 44 | Morenão                                | 44 200     | Brasil    | Campo Grande        | Operário, Comercial                                 | 1971     |
| 45 | Allianz Parque                         | 43 713     | Brasil    | São Paulo           | SE Palmeiras                                        | 2014     |
| 46 | General Santander                      | 42 901     | Colômbia  | Cúcuta              | Cúcuta Deportivo                                    | 1948     |
| 47 | Malvinas Argentinas                    | 42 500     | Argentina | Mendoza             | Godoy Cruz                                          | 1978     |
| 48 | Arena da Baixada                       | 42 372     | Brasil    | Curitiba            | Atlético Paranaense                                 | 1914     |
| 49 | Defensores del Chaco                   | 42 354     | Paraguai  | Assunção            | Seleção Paraguaia de Futebol                        | 1917     |
| 50 | Metropolitano de Mérida                | 42 200     | Venezuela | Mérida              | Estudiantes de Merida                               | 2007     |
| 51 | Estádio Hernando Siles                 | 42 000     | Bolívia   | La Paz              | The Strongest, Club Bolivar, La Paz Fútbol Club     | 1930     |
| 51 | Estadio Polideportivo de Pueblo Nuevo  | 42 000     | Venezuela | San Cristóbal       | Deportivo Táchira Fútbol Club                       | 1976     |
| 53 | Estádio Gigante de Arroyito            | 41 654     | Argentina | Rosário             | Club Atlético Rosario Central                       | 1926     |
| 54 | Estádio Rodrigo Paz Delgado            | 41 575     | Equador   | Quito               | Liga Deportiva Universitaria de Quito               | 1997     |
| 55 | Estádio Campeón del Siglo              | 40 000     | Uruguai   | Montevidéu          | Club Atlético Peñarol                               | 2016     |

Nota: quando em fundo cinzento escuro indica arena padrão Copa do Mundo FIFA